# San Jerónimo (Antioquia)
San Jerónimo es un municipio de Colombia, localizado en la subregión Occidente del departamento de Antioquia. Su cabecera dista 35 kilómetros de la ciudad de Medellín, capital del departamento de Antioquia. El municipio posee una extensión de 155 kilómetros cuadrados.

## Historia

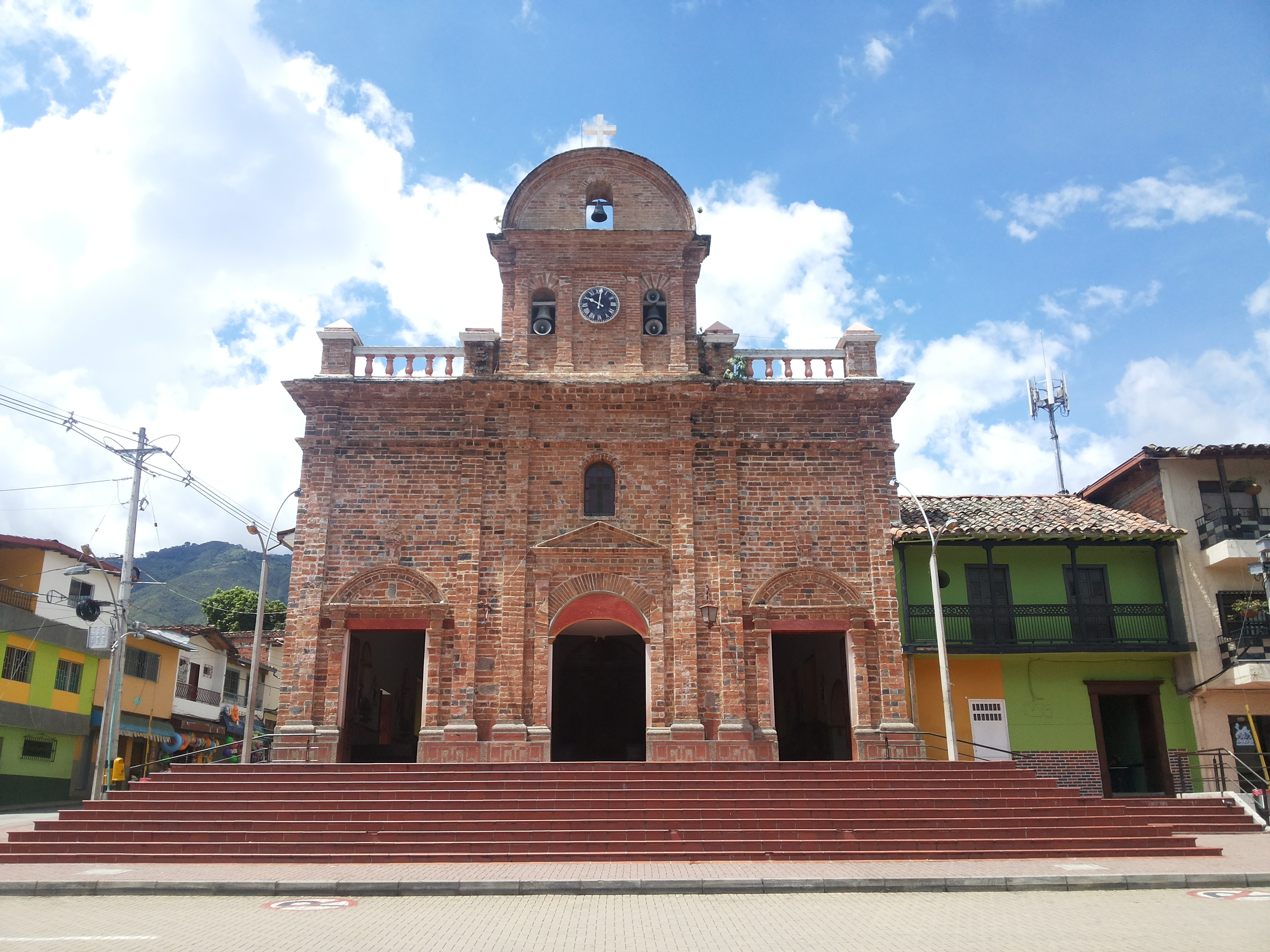
Iglesia Nuestra Señora de la Candelaria.

La documentación sobre la historia de San Jerónimo es por fortuna muy abundante, detallada y confiable, dado que es este uno de los municipios históricamente más importantes del departamento de Antioquia. 
Antes de llegar los conquistadores españoles a esta región, y a grandes rasgos, y particularmente antes de llegar al vecino valle de Ebéjico, ella estuvo poblada por tribus aborígenes de Ebéjicos y Peques, ambas pertenecientes a la familia de los Nutabes. 
Cuando llegaron los ibéricos, se conoce que otorgaron varios nombres al lugar, siendo el primero San Juan del Pie de la Cuesta, que fue cambiado solo un año después por el de San Jerónimo de los Cedros, todo esto aproximadamente entre 1613 y 1616. 
San Juan del Pie de la Cuesta era en realidad un vasto territorio de propiedad personal del gobernador de la provincia, don Gaspar de Rodas. Estas propiedades cambiaron varias veces de dueño, sucesivamente, y se compraban y vendían por cincuenta pesos más o menos de la época. 
Pasado el tiempo, ya por 1757, la gobernación de Antioquia creó por decreto el partido de San Jerónimo de los Cedros, fecha que se considera oficial como la de la fundación del municipio.
En 1791, nació está localidad el prócer Atanasio Girardot, héroe de Colombia y de la Independencia de Venezuela.

## Generalidades
|                   | Norte: Sopetrán          | Nordeste: Belmira               |
| Oeste: Sopetrán   |                          | Este: San Pedro de los Milagros |
| Suroeste: Ebéjico | Sur: Medellín (Palmitas) | Sureste: Bello                  |

Actualmente, San Jerónimo ha adquirido una nueva vida y frente a sí se han abierto muy amplios escenarios para el turismo, los negocios de propiedad raíz y diversos sectores económicos más, tras la inauguración del Túnel Fernando Gómez Martínez, obra de ingeniería que ha reducido a la mitad el tiempo de recorrido entre la capital del departamento de Antioquia, Medellín, y este distrito. Este túnel, a la fecha de esta publicación, es el más largo de Colombia y Latinoamérica.
Este municipio ha sido conocido también como “La Tierra del Cacao“.
Es uno de los paraísos turísticos de Antioquia. Su clima cálido es uno de los factores que atrae turistas. Su infraestructura hotelera es de las de mejor calidad en Antioquia. El municipio está ubicado cerca de Medellín con una excelente vía de acceso y con el Túnel de Occidente como gran atractivo.
Tiene comunicación por carretera con Sopetrán, Ebéjico, Santa Fe de Antioquia y Medellín.
Su primer nombre fue San Juan del Pie de Cuesta que más tarde se cambió por San Jerónimo de los Cedros, hasta terminar simplemente en San Jerónimo.
La principal corriente hídrica es el río Aurra, que atraviesa la cabecera urbana.

## División Político-Administrativa
Además de su Cabecera municipal. San Jerónimo está compuesto con las siguientes veredas:
Alto Colorado, Berrial, Buenos Aires Parte Alta, Buenos Aires Parte Baja, Cabuyal, Cenegueta, El Calvario, El Cedral, El Chocho, El Mestizo, El Pomar, El Ruano, La Ciénaga, La Palma, Las Estancias, Llanos De Aguirre, Llanos De San Juan, Loma Hermosa, Los Alticos, Los Cedros, Los Guayabos, Matasano, Mestizal, Montefrío, Pesquinal, Pie de Cuesta, Piedra Negra, Poleal, Quebraditas, Quimbayo, Tafetanes, Veliguarin.

## Demografía
Población Total: 15 361 hab. (2018)
- Población Urbana: 6 704
- Población Rural: 8 657

Alfabetismo: 86.3% (2005)
- Zona urbana: 93.8%
- Zona rural: 82.9%

### Etnografía
Según las cifras presentadas por el DANE del censo 2005, la composición etnográfica del municipio es: 
- Mestizos & blancos (92,9%)
- Afrocolombianos (7,0%)
- Indígenas (0,1%)

## Economía
- Agricultura: plátano, café, frutales y legumbres variadas
- Ganadería tradicional de levante y leche
- Turismo.

## Fiestas
- Celebración de la Semana Santa en vivo
- Fiestas Patronales del 21 al 30 de septiembre
- Fiestas Del Sol y el Agro-turismo segundo puente de noviembre
- Fiestas de la fundación de San Jerónimo, las cuales se celebran hace varios siglos.

## Gastronomía
- Además de la cocina tradicional nacional e internacional, esta última exigida por el intenso turismo, San Jerónimo ofrece entre otros un curioso plato autóctono preparado con sangre de cerdo y el intestino delgado del mismo animal, llamado “Morcilla”. Se cocina arroz en la sangre del cerdo, se añaden aliños varios y con esto se rellena el intestino delgado después de ser lavado.

- Por igual, en el inventario gastronómico de la población se ofrece una gran cantidad de preparados de frutas de varias clases, propias de la rica región

- Cocina típica tradicional paisa y asados.

## Sitios de interés
- Iglesia de Nuestra Señora de la Candelaria, la cual conserva importantes pinturas y esculturas de origen europeo
- Cascadas en la Utuhuena (La Tasita)
- Zona arqueológica: Situada en El Alto del Cedral
- Cascada Aburrá
- Puente Colonial en la carretera que conduce a “Poleal”, vereda San Pedro
- Quebrada La Muñoz en el sector La Jungla, a solamente una cuadra del Parque Principal
- Estrecho de angosturas
- La Gruta de San Jerónimo
- Hacienda (Vereda La Loma Hermosa)
- Haciendas y parques recreativos
- Parque Los Tamarindos
- Parque Principal

## Personas importantes

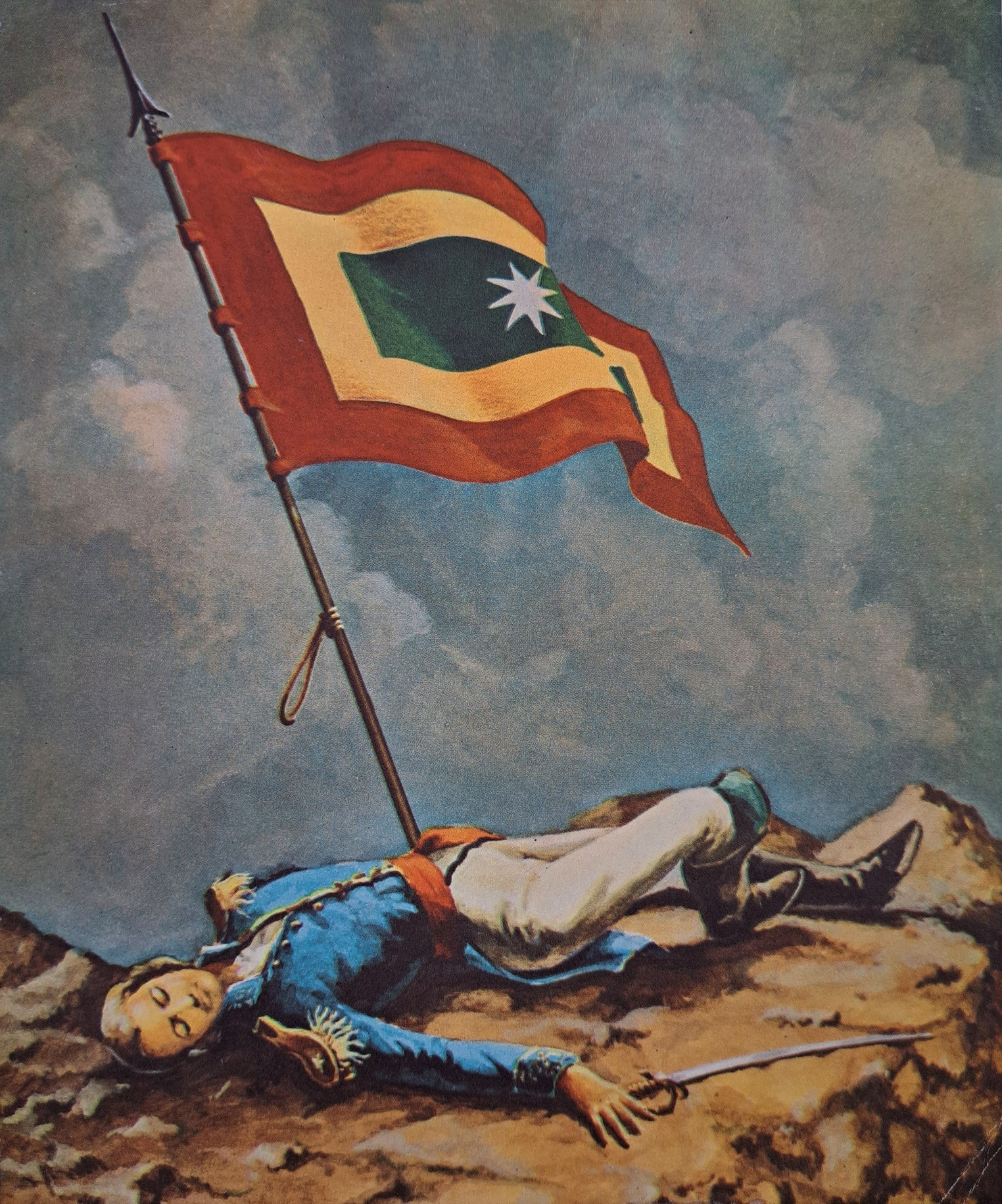
Muerte del coronel Atanasio Girardot en la cima del Bárbula.

- Atanasio Girardot, prócer de la independencia de Colombia.
- Dario Gómez, «El rey del Despecho», ídolo de la música popular colombiana.
- Gloria Zapata, actriz de teatro y televisión.